# E-Science
Unter dem Schlagwort e-Science wird ein wissenschaftliches Paradigma – die Electronic Science oder auch "enhanced Science" (zu deutsch etwa erweiterte Wissenschaft) – verstanden.
e-Science zielt auf eine kollaborative Forschung, die auf der Basis einer umfassend digitalen Infrastruktur vollzogen wird. Diese Infrastruktur integriert dabei alle relevanten Ressourcen für einen Forschungsbereich und stellt zugleich Werkzeuge zu ihrer Verarbeitung bereit. In rechenintensiven Forschungsszenarien organisiert sie die Verteilung der Rechenkapazitäten. Bei der Erarbeitung von Forschungsergebnissen unterstützt sie kollaborative Prozesse und bietet eine Plattform für die Publikation der Resultate – die dadurch selbst wieder zu Ressourcen für die Weiterforschung werden.
e-Science hat in diesem Sinn neben dem technologischen Aspekt (Virtualisierung von Hardware) vor allem auch einen sozialen und wissenschaftspolitischen Aspekt (kooperative Forschung, Wiederverwendbarkeit von Daten, Interoperabilität digitaler Werkzeuge). Obwohl eine Erweiterung von e-Science Methoden auch in die Wirtschaft und Öffentlichkeit (Gesellschaft) hinein gewünscht ist, tritt diese Entwicklung nur zögerlich ein. Eine schrittweise erfolgende Annäherung an dieses Ziel über mehrere Jahre ist aber in der Entwicklung einer neuen Infrastruktur nicht ungewöhnlich.
Im Bereich e-Science werden mit staatlicher Hilfe derzeit z. B. die Bereiche Wissensmanagement (Wissensvernetzung), Open Access, e-Learning und Grid-Computing gefördert.
Das Konzept der eScience setzt sich in den einzelnen Teilbereichen fort. Dort kommt es dann zu Begriffsbildungen wie e-Geography, e-Humanities, e-Medicine oder e-Engineering.
Was vor allem in Deutschland und Großbritannien unter dem Begriff e-Science diskutiert wird, entspricht in den USA etwa dem Konzept der "cyberinfrastructure" und in Australien dem Konzept der "e-Research".